# Miroslav Filipović
Miroslav Filipović (1915. – 1946.), poznat i kao Tomislav Filipović i Tomislav Filipović-Majstorović, hrvatski franjevac iz Bosne, osuđen zbog ratnih zločina na njemačkom vojnom sudu i jugoslavenskom civilnom sudu te obješen u Beogradu.
Postavši franjevcem, uzeo je redovničko ime Tomislav. Zbog sudjelovanja u ustaškim pokoljima u veljači 1942. Crkvene vlasti su ga isključile iz franjevačkog reda, što je u srpnju 1942. godine potvrdila i Sveta Stolica; time je izgubio pravo korištenja svojeg redovničkog imena.

## Rani život
Filipovićev datum rođenja bio je 5. lipnja 1915. no malo toga je zabilježeno o njegovim ranim godinama. Godine 1938. pridružio se franjevačkom redu u samostanu Petrićevcu u Banjoj Luci gdje je uzeo ime Tomislav kao svoje redovničko ime. Tijekom 1941. njegov nadređeni u samostanu navodno je zahtijevao od Filipovića da se distancira od ustaša, organizacije ekstremnih hrvatskih nacionalista koje su sile Osovine postavile u travnju 1941. da vladaju Nezavisnom Državom Hrvatskom (NDH), marionetskom državom koja je obuhvaćala Bosnu i Hercegovinu kao i većinu Hrvatske.
Filipović je dodijeljen kapelaniji u ramsko-šćitskoj regiji (u sjevernoj Hercegovini). Odlučio je ne prihvatiti dodijeljeno mu kapelanstvo pa je u siječnju 1942. nakon dovršetka teoloških ispita u Sarajevu postao vojni kapelan u ustaškoj vojnici.

## Ustaški kapelan
Tomislav Filipović (poslije poznat kao Tomislav Filipović-Majstorović) dodijeljen je 2. bojni Poglavnikova tjelesnog zdruga. Izjave dvojice očevidaca i visokog njemačkog generala navodile su da je 7. veljače 1942. Filipović pratio elemente svoje bojne u operaciji čiji je cilj bio čišćenje Srba u naselju Drakulić u sjevernom predgrađu Banje Luke te u dva susjedna sela, Motikama i Šargovcu. Preživjelo je nekoliko Srba, no operacija je nadmoćno ostvarila svoj cilj te je sjekirom ili krampovima ubijeno više od 2.300 srpskih civila – muškaraca, žena i djece. Majstorović je među svojim trupama proglašen "slavnim" te je naredio da se malena srpska djeca dovedu pred njega tako da ih može zaklati tradicionalnim ustaškim oružjima: nožem i pištoljem. On i otac Zvonimir Brekalo ubit će poslije ovu djecu prerezivanjem njihova vrata.
Izvješće koje je poslao Eugen Dido Kvaternik, načelnik državne službe za unutarnju sigurnost, iz svog banjolučkog ureda i datiranog na 9. i 11. veljače 1942., navodi da su među žrtvama u Šargovcu bila 52 djeteta ubijena u seoskoj osnovnoj školi. Prvo od tih izvješća daje broj ubijenih u rudniku, školi i tri sela koji je ukupno bio 2.287. Drugo revidira broj ubijenih u školi s 37 na 52 što daje ukupne gubitke od 2.302. Dvije učiteljice preživjele su masakr u školi: Dobrila Martinović koja je poslije pretrpjela živčani slom i Mara Šunjić (nazvana Tunjić u nekim dokumentima) koja je svjedočila protiv Filipovića na njegovu poslijeratnom suđenju u Beogradu. Prema Šunjićinom svjedočanstvu na sudu Filipović nije samo sudjelovao u zvjerstvu već je također poticao svoje ustaške drugove da djeluju ekstremno okrutno.
Martinović je počela ponovo poučavati 1955. u bosanskom selu Sipragama sjeveroistiočno od Banje Luke. Opisala je masakr u šargovačkoj školi u razgovorima sa sveučilišnim profesorom Jovom Jovanovićem i svojim ravnateljom te je njezin iskaz objavljen 1968. Objasnila je da nije imala nikakvog razloga biti alarmirana kada je Filipović stigao u školu jer je on bio smješten u obližnjem samostanu Prebićevcu te je često bio viđen kako prolazi kroz sela. U prethodnim prigodama njegovo ponašanje bilo je prijateljsko. Učiteljica se prisjetila da su djeca gledala znatiželjno bez ikakva straha kada su Filipović i neki ustaše ušli u razred. No Filipović je uzeo dijete Vasiliju Glamočanin i "zaklao je nožem" ispred razreda. Naložio je ustaškim trupama koje su ga pratile da slično postupe s ostalom djecom i uvjerio ih da će grijeh preuzeti na sebe. Viktor Novak pripisao je sličan iskaz Martinović u Magnum crimen, no uljepšao ga je poput nekih drugih odlomaka u istoj knjizi grotesknim i ponekad nevjerojatnim detaljima: "Kako je svako dijete izdahnulo, svaki mu je ustaša iskopao oko i ugurao u dječji pupak" itd. Slične zvjerstva zbila su se 12. veljače 1942. u druga dva sela u kraju Piskavici i Ivanjskoj (sada Potkozarju), no ne postoji konkretan dokaz da je Filipović bio upleten u ove događaje.
Časnici njemačke okupacijske vlasti užasavali su se veljačkim masakrima, strahovavši da će provocirati ustanke među civilnim stanovništvom u regiji. Nijemci su izveli Filipovića pred vojni sud zbog njegove upletenosti vjerojatno na zahtjev talijanske vojske koja je tada okupirala dio teritorija NDH-a. U svom svjedočanstvu Zemaljskoj komisiji Hrvatske osnovanoj nakon Drugog svjetskog rata radi istraživanja ratnih zločina "okupatora i njihovih pomagača", Filipović je izjavio da nije sudjelovao niti namjeravao počiniti masakre od 7. veljače. No general Edmund Glaise von Horstenau, viši njemački časnik u regiji, implicirao je Filipovića u izvješću gdje je naveo da osim što je bio prisutan "tijekom klanja" svećenik je nazočio planiranom sastanku prije masakara zajedno s nekoliko drugih katoličkih svećenika. Izvjestio je da su ustaški bivši gradonačelnik u Banjoj Luci Viktor Gutić i predsjednik općinskog suda dr. Stilinović također nazočili sastanku. Filipovića je 4. travnja 1942. s njegova kapelanskog položaja suspendirao papinski legat u Zagrebu i zatvorio u Hrvatskoj.

## Odgovornosti za kompleks koncentracijskog logora Jasenovac

### Imenovanje
Izravnom intervencijom Vjekoslava "Maksa" Luburića, koji je tada vodio odsjek III Ustaške nadzorne službe odgovorne za upravu sustavom zarobljeničkih logora u državi, Filipović je ubrzo premješten u koncentracijski logor Jasenovac, gdje je u početku bio zatvorenik s povlaštenim statusom koji je pomagao ustašama, a poslije su ga ustaše postavili da zapovijeda malenim tranzitnim logorom blizu Jasenovca tijekom rane 1942. godine. Navodno je ondje ubio zatvorenika jer je skrio štrucu kruha. Ubrzo zatim postao je glavni stražar odgovoran za masovne egzekucije i poručnik zapovjednika Ljube Miloša i upravitelja Ivice Matkovića, a poslije 10. lipnja 1942. upravitelj glavnog logora u njihovo ime sve do povratka Matkovića u ožujku 1942. godine. Luburić je dao Filipoviću novo prezime "Majstorović" prema riječi koja označava "majstora". Od tada u nekim dokumentima naziva ga ponekad tim imenom a ponekad Filipović-Majstorović. Jedan događaj koji ga je obilježio kao preokrutnog bila je očigledna pobjeda u okladi koju su mu ponudili Marinko Polić i Jerko Maričić, obojica sramotna podčasnika u logoru. Svjedok Josip Riboli izjavio je:
Majstorović, Polić i Maričić natjecali su se tko će od njih biti bolji mesar. Žrtve su trebale kleknuti ispred njih sve dok nisu čelom dotaknuli tlo, a egzekutori bi tada pucali iz svojih revolvera u njihove potiljke. Ako smrt nije bila trenutna, jedan bi od njih zgrabio nož i prerezao grkljan žrtvi.

### Zapovjednik Jasenovca
Nakon rata Filipović je priznao da je osobno ubio 100 zarobljenika i prisustvovao masovnim egzekucijama mnogih drugih. Procjenio je da je pod njegovim zapovjedništvom likvidirano oko 20.000-30.000 zarobljenika u glavnom jasenovačkom logoru. Rekao je da su zarobljenici često bili postavljani iznad pripremljenih rovova gdje je svaki od njih zatim ubijen udarcem malja. Filipović nadalje govori o svojem zapovijedanju Starom Gradiškom, zatvoreničkim logorom primarno za žene koji je bio označen kao logor V u sustavu Jasenovca:
Nakon saslušanja 62 jasenovačkih preživjelih zatvorenika koji se obično navode potpunim imenom, komisija za ratne zločine pobrojala je 1946. Filipovića među 13 ustaša koji su se "isticali" po svojoj brutalnosti i direktnoj upletenosti u ubijanju. Izvjestila je da čak okrutnost Ljube Miloša, notornog po šibanju zarobljenika do smrti u lažnoj klinici, ne "prelazi u sadizmu" Filipovića. Komisija je Filipovićevu izjavu vidjela kao "krucijalno" priznanje njegova sudjelovanja u zvjerstvima, no prema broju koji je iznio zabilježila je: "Svi ispitani svjedoci koji su sami bili zarobljenici govore s potpunom konzistentnošću i jasnoćom o daleko većem broju, posebice što se tiče broja žrtava koje je sam Majstorović ubio." Komisija je navela jednog svjedoka Tomu Krkca koji je opisao kako vidi Filipovića da "vrlo često" ubija zarobljenike tijekom takozvanih javnih egzekucija i tjera zarobljenike da ubijaju druge zarobljenike maljevima.
U jednom od prvih objavljenih memoara o životu i smrti u kompleksu Jasenovca, hrvatski liječnik i akademik dr. Nikola Nikolić koji je bio zatvoren u logoru III, opisao je svoj prvi susret s Filipovićem: "Njegov glas je imao gotovo žensku kvalitetu što je bilo u raskoraku s njegovim fizičkim stavom i grubim licem." Nikolić se prisjetio stajanja u drugom redu u grupi zarobljenika koji su postrojeni da gledaju kako je druga grupa zarobljenika bila nagurana ispred Filipovića. Filipović je pozvao Nikolića tako da kao liječnik može svjedočiti da se "naša kirurgija može izvoditi bez anestetika." Filipović je zatim ubio dvojicu zarobljenika i rekao kolegi da "dovrši ostatak".
Nikolić citira drugog preživjelog Josipa Ribolija: "U usporedbi s Matkovićem i Milošem čija su lica otkrivala osnovu njihove unutarnje naravi, Filipović Majstorović činio se ljubaznim i pitomim – osim kada se zbivalo klanje. Tada je bio neusporediv. On je bio vođa svih masovnih ubijanja u Gradini. Odlazio je klati svake noći i dolazio je prekriven krvlju." Riboli je također dao dokaz Zemaljskoj komisiji Hrvatske. Prema iskazima nekih preživjelih, Filipović je nastavio djelovati kao kapelan dok je zapovijedao logorom i ponekad bi nosio franjevačku odjeću dok je vršio svoja nedjela. Kao rezultat toga postao je poznat kao "fra Sotona". Ne postoji dokaz da je ekskomuniciran od Katoličke crkve, no udaljen je iz franjevačkog reda 22. listopada 1942. kada je premješten u Staru Gradišku. Godine 1981. banjolučki svećenik izjavio je da mu je Filipović rekao u mjesecu nakon što je prestao zapovijedati Jasenovcem da je bio kriv za zločine u logoru no da je nevin za upletenost u masakre u Drakuliću i oko njega iz veljače 1942. U rujnu 1944. Filipović je zajedno s Dinkom Šakićem i ostalima postavljen je za člana ad hoc vojnog suda ustanovljenog da sudi zarobljenicima optuženima za krivotvorenje veza s partizanima i kovanjem bijega. Zemaljska komisija Hrvatske u svom izvješću nije mogla objasniti zašto je takav proces bio nužan kada su ustaše ubili već tisuće ljudi "gnusnim sredstvima bez opravdanja ili postupka". Komisija je izvjestila da je sav 31 optuženi zarobljenik obješen nakon prolaska ozbiljnog mučenja uključujući osljepljivanje, gnječenje prstiju i spaljivanje plamenicima. Filipović je u svom svjedočenju rekao: "Vi (vojni sude) niste istražili ništa, vi ste samo potpisali presude." Svjedok Dervis Sarać prisjetio se kako su tri cigana dovedena da sviraju pred Filipovićem koji je razočaran glazbom ubio jednoga a ostale poslao u smrt. Drugi svjedoci optužili su ga da je ubio zarobljenika dok je jeo ručak nakon čega je nastavio dalje jesti.

### Zapovjednik Stare Gradiške
Kao zapovjednik logora Stare Gradiške koja je pretežito držala žene i djecu, Miroslav Filipović-Majstorović nadmašivao je u sadizmu. Židov koji je preživio Jasenovac Egon Berger opisao je Filipovićevo sadističko ubijanje djece, dok su druga dva svjedoka Šimo Klaić i Dragutin Škrgatić izrekla: Klaić se sjeća da je na Božić 1942. Miroslav služio misu i poslije vršio smotru gdje je ubio četiri zarobljenika nožem dok je sarajevskog židova Alkalaja natjerao da pjeva, a zatim mu naredio da mu se približi, ubovši ga u prsa i prerezavši mu grkljan. Zatim je ubio 56 bosanskih židova vezavši ih žicom i udarivši ih sjekirom tako da su svi popadali u bunar. Zatim je pucao u glave 42 bosanskih seljaka. Škrgatić je potvrdio da je Filipović pucao u glavu 40 seljana nakon mise, dodavši: "U Majstorovićevo vrijeme, smotre i egzekucije bile su česte. Fratar Majstorović preferirao je mističan pristup ubijanju... Nakon što ih je pobio, sjeo bi na stolicu i rekao 'pravda je zadovoljena". Ivan Palcec, svjedok, dodao je da je Filipović ubio devetoricu zarobljenika tog dana zbog pokušaja bijega. Svjedok Josip Erlih prisjetio se Miroslavova ubijanja osmorice zarobljenika nasmrt.

## Ostale djelatnosti
Kao pripadnik Ustaške obrane imao je čin bojnika. Tijekom 1943. i 1944. djeluje kao obavještajac u Hercegovini i srednjoj Bosni te kao pomoćnik zapovjednika IV. ustaškog zdruga u Lici. Početkom svibnja 1945. pobjegao je u Austriju, gdje su ga uhvatili Britanci i izručili jugoslavenskim vlastima.

## Odgovornost za zločine
Miroslav Filipović, poznat i kao Miroslav Majstorović, kao fratar i ustaški zapovjednik, predvodio je ustaše iz Banja Luke i okolnih naselja u masovnom pokolju nad srpskim stanovništvom 7. veljače 1942. godine. U ovom zločinu, počinjenom hladnim oružjem i tupim predmetima u rudniku Rakovac te selima Drakulić, Motike i Šargovac, ubijeno je oko 2.216 civila. Filipović je, prema svjedočenjima, osobno sudjelovao u ubijanju.

## Poslijeratno razdoblje
Godine 1946. Filipović je izveden pred sud u Beogradu zbog ratnih zločina. Dao je dokaz konzistentan njegovoj izjavi hrvatskoj komisiji za ratne zločine, priznavši svoje sudjelovanje u nekim zločinima i porekavši upletenost u druge. Proglašen je krivim i osuđen na smrt. Obješen je odjeven u franjevačku odjeću.